# オーストラリアオオノガン
オーストラリアオオノガン （学名：Ardeotis australis）は、ツル目ノガン科に分類される鳥類の一種。

## 分布
オーストラリア